# Natasha Hamilton
Natasha Maria Hamilton (sinh ngày 17 tháng 7 năm 1982 tại Liverpool) là một ca sĩ, nhạc sĩ người Anh, cựu thành viên của nhóm nhạc nữ lừng danh Atomic Kitten và thành danh trên thị trường âm nhạc với việc bán được hơn 10 triệu đĩa trên khắp thế giới và nhiều người hâm mộ vẫn hi vộng ban nhạc Atomic Kitten sẽ lại đoàn tụ trong một sêri ITV mới vào tháng 1 năm 2013.

## Cuộc đời
Cô có mối tình gần bảy năm với doanh nhân Riad Erraji sau đó hai người đã kết hôn và ly hôn. Tháng 4 năm 2012, gia đình cô đã dọn về ngôi biệt thự khang trang kiểu Victorian ở North Wales. Về mặt xã hội, cô cũng mở một blog thời trang riêng của mình và còn tham gia cuộc đua Westport Sea2Summit để gây quỹ chữa bệnh ung thư cho phụ nữ và chạy xe đạp từ thiện ở Ấn Độ.
Cô có ba con trai gồm Josh, 10 tuổi, Harry, 7 tuổi hai đứa con đầu này là kết quả từ những mối quan hệ trước khi cưới Riad Erraji và Alfie, 2 tuổi là con chung của hai người.
Năm 2012, cô kỷ niệm sinh nhật 30 tuổi và kỷ niệm 5 năm hôn nhân với, mối tình bảy năm qua của cô. Tuy nhiên ngay sau đó vào tháng 7 năm 2012, chia tay chồng vào tháng bảy vừa qua sau sáu năm chung sống, cuộc hôn nhân của vợ chồng cô đổ vỡ là do cả hai đều tỏ ra thiếu thân mật, chưa chia sẻ và thông cảm với nhau bên cạnh đó, cuộc sống quá bận rộn khiến cả hai dần xa nhau. Sau khi chia tay cô đã tung ảnh khỏa thân giải khuây và xuất hiện với hình ảnh nude hoàn toàn trên trang bìa của tạp chí Closer.